# Clauiano
Clauiano (Clauian in friulano standard, Clovian in friulano centro-orientale) è una frazione del comune di Trivignano Udinese (UD).

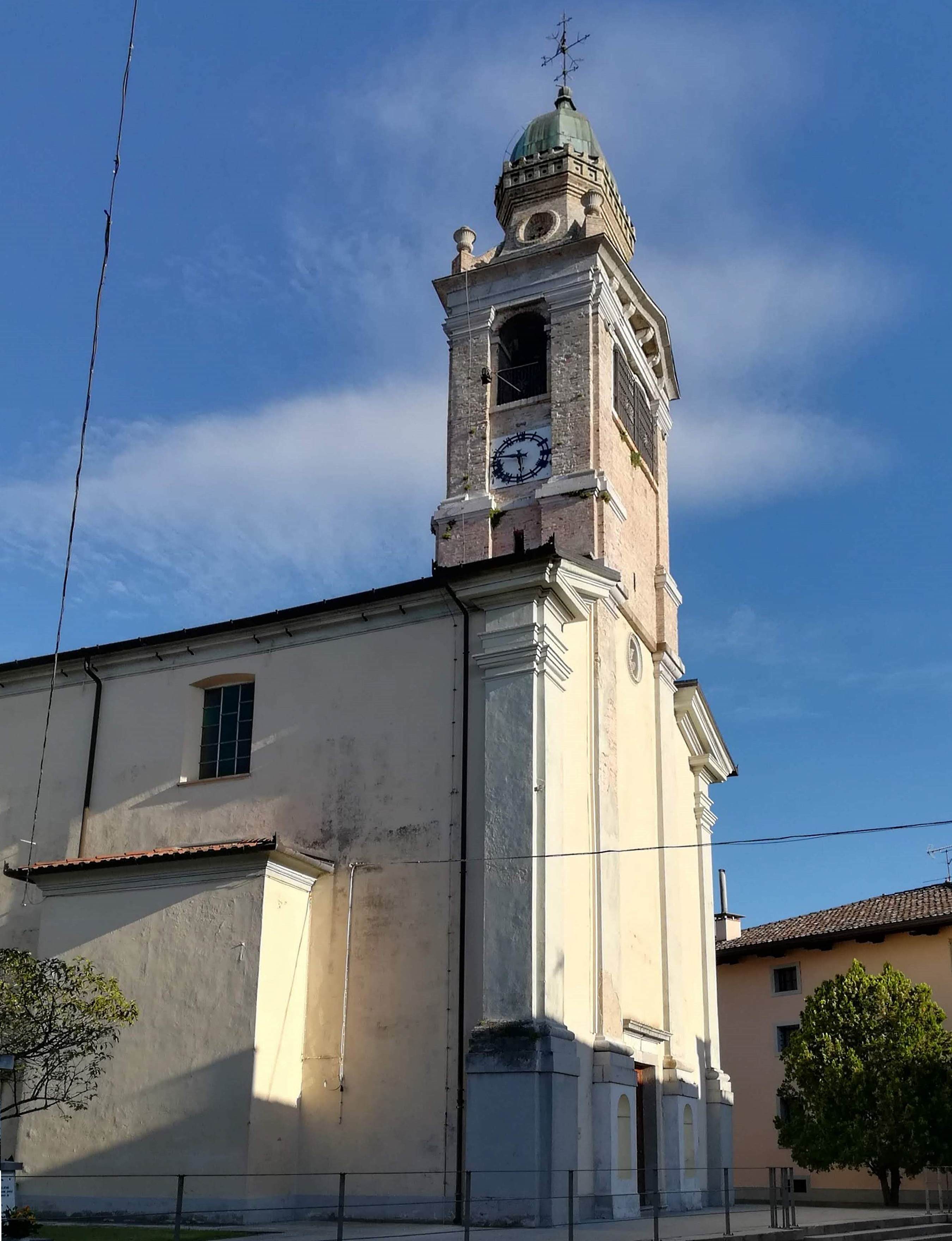
La chiesa parrocchiale

È un antico borgo medievale, citato la prima volta nel 1013 in una pergamena in cui il patriarca Poppone, inaugurando la ricostruita basilica di Aquileia, cita Clauiano quale territorio che doveva essere compreso nei possedimenti che passavano sotto il diretto controllo al capitolo aquileiese, rimanendovi fino al 1420, quando, con le terre friulane, fu annesso alla Repubblica di Venezia.
Molto noto agli studiosi, agli appassionati di fotografia e di architettura, è stato incluso nel 2004 nel prestigioso club de I borghi più belli d'Italia.
Clauiano ha mantenuto nel tempo l'originaria pianta medievale con le case costruite con pietre e sassi abbellite da eleganti portoni contornati da pietre bianche con ampi portici, tipiche costruzioni friulane con la fronte principale sulla strada e corte interna.